# Pedro Rodenbach
Pedro Rodenbach (eigenlijk Pierre-Jacques Rodenbach) (Roeselare, 8 juni 1794 - Sint-Joost-ten-Node, 20 januari 1848) was een Belgisch cavalerie-officier en ondernemer.

## Biografie
Pedro Rodenbach was de jongste broer van Alexander en Constantin Rodenbach. Net als zijn oudere broers Ferdinand en Constantin nam hij dienst in het Franse leger. Hij vervoegde er in februari 1811 als vrijwilliger de Keizerlijke Garde. Hij maakte de verschrikkelijke veldtocht naar Rusland mee (1812), en werd in maart 1813 onderluitenant in het 14de regiment kurassiers onder kolonel Trip, dat voor het laatst in actie kwam tijdens de Slag bij Leipzig (1813). Terug in België vervoegde hij als luitenant de (Belgische) karabiniers, die werden geïntegreerd in het Nederlandse leger, en slag leverden in de Slag bij Waterloo (1815).
Rodenbach nam in 1818 ontslag uit het leger. Hij trouwde dat jaar in Mechelen met Regina Wauters, een rijke brouwersdochter. Na de dood van zijn vader in 1820 begon hij samen met zijn broers Alexander en Ferdinand en zijn zuster een onderneming die een jeneverstokerij en een brouwerij omvatte. 
In de aanloop naar de Belgische Revolutie maakte Pedro naam door aan koning Willem I in juni 1829 een verzoekschrift te overhandigen, opgesteld door zijn broer Alexander, tot vrijlating van Louis de Potter en andere politieke gevangenen. Bij het uitbreken van de revolutie stond hij op de eerste rij: hij richtte mee de Réunion centrale op, een revolutionaire club met onder meer Rogier, Chazal en Ducpétiaux. Hij nam de leiding over een compagnie vrijwilligers, en reed tijdens de Septemberdagen spoorslags naar Rijsel om de verbannen Louis de Potter terug naar Brussel te begeleiden. 
Pedro Rodenbach vervoegde het nieuwe Belgische leger als kolonel en werd ermee belast het 1ste regiment jagers te paard te organiseren. Van augustus 1831 tot februari 1839 was hij de militaire plaatscommandant van Brussel.
In 1836 kocht hij, met het fortuin van zijn vrouw Regina, het aandeel van zijn broers in de gezamenlijke onderneming over. Deze werd omgedoopt tot Brasserie et Malterie Saint-Georges, later bekend als Brouwerij Rodenbach. Hij bleef echter te Brussel wonen, ook na zijn ontslag uit de actieve militaire dienst in juni 1839, en de werkelijke leiding over het bedrijf was in handen van zijn echtgenote in Roeselare.